# Ceropegia africana
Ceropegia africana ist eine Pflanzenart aus der Unterfamilie der Seidenpflanzengewächse (Asclepiadoideae). Sie ist in Südafrika beheimatet.

## Merkmale

### Vegetative Merkmale
Ceropegia africana ist eine ausdauernde Pflanze mit kriechenden oder windenden Trieben. Die wenig verzweigten Triebe sind meist einjährig und haben einen Durchmesser von 1 bis 2 mm. Sie sind an den Knoten oft angeschwollen, z. T. können auch Rhizome gebildet werden. Die abgeflachten Wurzelknollen erreichen bis zu 5 cm im Durchmesser. Die Blätter sind gestielt mit bis 5 mm langen Blattstielen. Die fleischigen, nach oben konkav nach unten konvex gewölbten Blattspreiten sind in der Form linealisch-lanzettlich und am äußeren Ende zugespitzt. Sie sind 15 bis 25 mm lang und etwa 10 mm breit.

### Blütenstand und Blüten
Der wenigblütige Blütenstand sitzt auf einem 2 bis 15 mm langen Stiel. Die fünfzähligen Blüten mit doppelter Blütenhülle sind zwittrig und zygomorph. Sie entwickeln sich nacheinander. Die Kelchblätter haben eine dreieckige bis pfriemliche Form und sind 3 bis 4 mm lang. Die grünlich weiße, violett gestreifte Blütenkrone ist 2 bis 2,5 cm, selten auch 3 cm lang (hoch) und außen kahl. Der "Kronkessel" ist kugelig mit einem Durchmesser von 4 mm. Er nimmt zur Kronröhre hin abrupt auf 1 bis 2 mm Durchmesser ab. Die eigentliche Kronröhre ist etwa 12 bis 16 mm lang, der obere Teil ist trichterartig erweitert, und der Durchmesser nimmt wieder auf 4 bis 5 mm zu. Der Trichter ist innen mit purpurfarbenen Haaren besetzt. Die Kronblattzipfel sind linealisch und 6 bis 12 mm lang. Sie sind entlang der Längsachse nach außen gefaltet und neigen sich zunächst von der Basis aus (unteres Viertel) zusammen, um dann nach außen zu biegen und eine länglich-eiförmige, käfigartige Struktur zu bilden. Die Enden der Zipfel sind verwachsen, gelegentlich ist die käfigartige Struktur leicht in sich verdreht. Der untere Teil der käfigartigen Struktur ist purpurfarben, der obere Teil meist grünlich. Der durch das Zurückfalten der Lamina gebildete innere Kiel und auch die Ränder der Kronblattzipfel sind behaart. Die kurz gestielte Nebenkrone ist an der Basis becherartig verwachsen. Sie misst 2 mm im Durchmesser und ist 2 mm hoch. Die interstaminalen Nebenkronblattzipfel sind zu tiefen, eiförmigen Taschen, deren Ränder oft eingekerbt sind, modifiziert und mit der Basis der staminalen Nebenkrone verwachsen. Sie sind mit kurzen Haaren besetzt. Die aufrechten staminalen Nebenkronblattzipfel sind breit sichelförmig und 1,5 bis 2 mm lang. Sie neigen sich zunächst zusammen und ab der Mitte sind sie stark zurückgebogen. Das Pollinium hat einen Durchmesser von etwa 0,25 mm.

## Geographische Verbreitung
Das Verbreitungsgebiet der Art ist in Südafrika auf die Provinzen Westkap (Western Cape) und Ostkap (Eastern Cape) beschränkt. Am Naturstandort erscheinen die Blüten von Dezember bis Februar.

## Systematik und Taxonomie

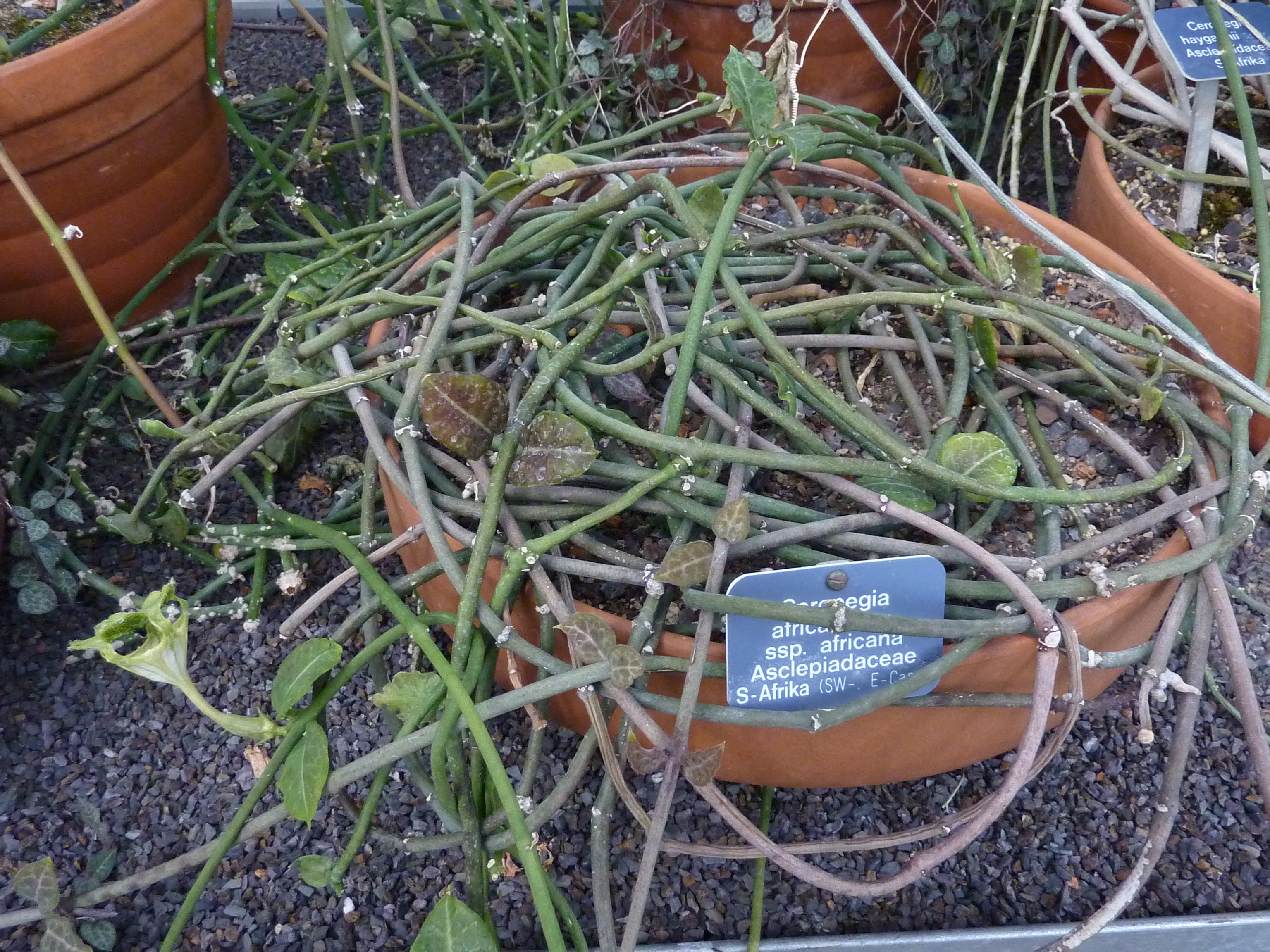
Ceropegia africana subsp. africana

Das Taxon wurde von dem britischen Botaniker Robert Brown 1822 erstmals beschrieben. Derzeit werden zwei Unterarten anerkannt:
- Ceropegia africana subsp. africana
- Ceropegia africana subsp. barklyi Bruyns (Syn.: Ceropegia barklyi Hooker fil. (1877), Ceropegia barklyi var. tugelensis N.E.Brown (1908)). Diese Unterart unterscheidet sich von der ssp. africana durch die lanzettlichen, meist etwas größeren Blätter, die auf der Oberseite grün und auf der Unterseite purpurfarben sind. Die Kelchblätter sind pfriemlich und kürzer. Die Blütenkrone ist im Durchschnitt etwas größer (bis 5 cm), der Kronkessel ist leicht fünfeckig. Die Kronblattzipfel sind länger und oft verdreht. Die käfigartige Struktur ist in der Mitte oft so stark eingeengt, dass sich die Zipfel berühren. Die Nebenkrone ist annähernd sessil, nicht gestielt.

## Belege